# Alfred Richard Orage
Alfred Richard Orage (* 22. Januar 1873 in Dacre, Yorkshire, in der Nähe von Harrogate als Alfred James Orage; † 6. November 1934 in London) war ein britischer Schriftsteller, Literaturkritiker und Besitzer, leitender Geschäftsführer und Herausgeber der einflussreichsten Literaturzeitschrift Großbritanniens, The New Age.

## Leben
Alfred James Orage wurde am 22. Januar 1873 in Dacre, in der Nähe von Harrogate, in West Riding of Yorkshire, geboren.  Er war das vierte Kind in einer von Armut geplagten Familie. Seine Mutter, Sarah Anne McGuire, war Irin. Sein Vater, William Steverson Orage Sr, starb kurze Zeit nach seiner Geburt. Im Alter von vierzehn gab ihn seine Mutter zu einem lokalen Gutsherrn namens Coote, der ihn als Arbeiter beschäftigte. Cootes Sohn Richard war sein Mitschüler, bemerkte sein intellektuelles Talent und subventionierte seine Schulausbildung. Mit 19 Jahren begann Orage eine Lehrer-Ausbildung am Culham College in Abington und änderte seinen Namen in „Alfred Richard Orage“. Nach seiner Graduierung unterrichtete er an der Leylands School in Leeds. 1894 trat er in Leeds der sozialistischen Independent Labour Party bei und edierte deren Propagandablatt Forward. 1895 war er Labour Leader. 1896 heiratete er in London die Kunststudentin Jean Walker.
Er wurde unter dem Spitznamen Dick, bzw. Dickie allgemein bekannt. Sein Grundschullehrer, ein Anhänger der Unabhängigen Arbeiterpartei, motivierte ihn, sich mit Plato und dem  britischen Dichter, Sozialisten und Autor Edward Carpenter zu beschäftigen. Orage war in der britischen sozialistischen intellektuellen Bewegung Fabian Society aktiv. Schließlich wandte er sich desillusioniert vom Sozialismus ab und begann sich mit Philosophie, Theosophie und Friedrich Nietzsche zu beschäftigen.
1903 gründete er mit Holbrook Jackson  (1874–1948) den Leeds Arts Club, der die Philosophie von Nietzsche förderte und sich dem mystischen Sozialismus der frühen Arbeiterbewegung und dem suffragetten Feminismus sowie der literarischen und künstlerischen Moderne widmete.
Orage war Redner der Theosophischen Gesellschaft in England von Mitte der 1890er Jahre bis zu seinem Beitritt in die Gesellschaft um 1890. Später leitete er die Plato-Gruppe und den Leeds Arts Club, wo er theosophische Ideen ventilierte und ein bekannter theosophischer Dozent und Autor des Theosophical Review wurde. Orage rationale und kritische Auseinandersetzung mit der modernen Theosophie hatte einen Leitartikel in der The Theosophical Review zur Folge, in dem man ihn zu widerlegen trachtete. 1907 beendet er seine Zusammenarbeit mit der Theosophischen Gesellschaft.
1906 und 1907 Orage veröffentlichte Orage drei Bücher: Consciousness: Animal, Human and Superhuman, in dem er seine Erfahrungen mit der Theosophie verarbeitete. Es folgen zwei Bücher über Nietzsche, bei denen es sich um die ersten systematische Einführungen in den Nietzscheanismus in Großbritannien handelte: Friedrich Nietzsche: The Dionysian Spirit of the Age und Nietzsche in Outline and Aphorism.
Orage unterhielt viele Jahre eine Liebesbeziehung mit der britischen Dichterin, Journalistin und Kunstkritikerin Beatrice Hastings. Daran zerbrach die Ehe mit seiner ersten Ehefrau Jean, von der er 1927 geschieden wurde. Seine zweite Ehefrau, Jessie Richards Dwight, heiratete er im  September 1927. Aus dieser Ehe gingen zwei Kinder hervor, Richard und Ann.
Er war ein Vertreter der Social-Credit-Bewegung.
1921 zog Orage nach London und begann eine Vorlesungsreihe über die Fragmente einer unbekannten Lehre, basierend auf Ouspenskys Buch Auf der Suche nach dem Wunderbaren. Ab diesem Zeitpunkt verlagerte sich Orages Interesse von Literatur und Kunst zur Mystik. Seine diesbezügliche Korrespondenz mit Harry Houdini inspirierte ihn sich mit mystischen Themen und Jenseits-Vorstellungen zu beschäftigen. Sein Londoner Büro befand sich in der Cursitor Street 38.
Orage starb am  6. November 1934 in London an einem Herzinfarkt. Als Georges I. Gurdjieff davon erfuhr, wischte er sich die Augen und gestand seiner Gruppe: „This man ... my brother.“

## Herausgeber
1908 bis 1922 war er neben Holbrook Jackson Herausgeber des Wochenmagazins The New Age, der einflussreichsten Literaturzeitschrift in Großbritannien und in literarischen Kreisen von Schriftstellern wie T.S. Eliot, Ezra Pound, e.e. cummings, Dylan Thomas und Katherine Mansfield beeinflusst. Dadurch ergab sich eine Zusammenarbeit mit Ezra Pound, Ramiro de Maeztu, George Bernard Shaw und dem Dichter William Butler Yeats.
Als Herausgeber veröffentlichte er die ersten Werke von Dylan Thomas, Clifford Hugh Douglas und Katherine Mansfield.
Nach seiner Rückkehr aus Paris gründete er im April 1932 die Zeitschrift The New English Weekly.

## Schüler Gurdjieffs
1914 traf er zum ersten Mal Pyotr D. Ouspensky, dessen Ideen ihn prägten.
1921 traf Orage Ouspensky und ein Jahr später Gurdjieff. Im Alter von 50 gab Orage sein früheres Leben auf um Gurdjieff zu folgen. Im Februar 1922 zog nach Paris und schloss er sich Gurdjieffs Institut für die harmonische Entwicklung des Menschen an. 1924 autorisierte ihn Gurdjieff Studiengruppen in den Vereinigten Staaten zu führen.
1930 kam es zwischen Orage und Gurdjieff zu einem Bruch, den niemand erklären konnte und Orage entschied sich seine Herausgeber-Tätigkeit in England wiederaufzunehmen und gründete das Journal The New English Weekly.

## Schriften (Auswahl)
- Friedrich Nietzsche, the Dionysian Spirit of the Age.  AC McClurg & Company, 1911.[8]
- Nietzsche in Outline & Aphorism. Foulis, 1907.[9]
- Consciousness: Animal, Human, & Superman. Red Wheel, 1974.
- National Guilds: An Inquiry into the Wage System and the Way Out (1914) editor; a collection of articles from The New Age
- An Alphabet of Economics (1918)
- Readers and Writers (1917–1921) (1922) as RHC[10]
- Psychological Exercises and Essays (1930)
- The Art of Reading (1930)
- On Love: Freely Adapted form the Tibetan. Unicorn Press 1932.
- Selected Essays and Critical Writings (1935) edited by Herbert Read and Denis Saurat
- Political and Economic Writings from 'The New English Weekly', 1932-34, with a Preliminary Section from 'The New Age' 1912 (1936), edited by Montgomery Butchart, with the advice of Maurice Colbourne, T. S. Eliot, Philip Mairet, Will Dyson und anderen.
- Essays and Aphorisms (1954)
- The Active Mind: Adventures in Awareness (1954)
- Orage as Critic (1974), edited by Wallace Martin
- A. R. Orage's Commentaries on Gurdjieff's "All and Everything", edited by C. S. Nott
- Mit Douglas, Clifford Hugh: Credit-power and Democracy: With a Draft Scheme for the Mining Industry. Cecil Palmer, 1921.
- Orage's Commentary on Gurdjieff's Beelzebub's Tales to His Grandson: New York Talks 1926-1930.  Two Rivers Press, 1985.
- The Force of Gurdjieff, Vol. 3: Oragean Version by C. Daly King. CreateSpace Independent Publishing Platform.